# 永吉地区
永吉地区，中华人民共和国旧地区名
1968年由永吉专区改置。在今吉林省中部。辖永吉、舒兰、蛟河、桦甸等县。行政公署驻吉林市。1969年撤销，辖县划归吉林市。
1982年8月2日，国务院【国函[1982]152号】设立永吉地区，管辖原属吉林市的全部5县，行署寄驻吉林市区。未及实施， 国务院【国函[1982]173号】撤消永吉地区，5县仍属吉林市。